# ژوردی سیمون (دوچرخه‌سوار)
ژوردی سیمون (اسپانیایی: Jordi Simón‎؛ زادهٔ ۶ سپتامبر ۱۹۹۰) دوچرخه‌سوار اهل اسپانیا است.
از باشگاه‌هایی که در آن رکاب زده‌است می‌توان به وروا اکتیوجت و تیم دوچرخه‌سواری سول برزیل اشاره کرد.